# Municipio de Browns Grove
El municipio de Browns Grove (en inglés: Browns Grove Township) es un municipio ubicado en el condado de Pawnee en el estado estadounidense de Kansas. En el año 2010 tenía una población de 298 habitantes y una densidad poblacional de 3,21 personas por km².

## Geografía
El municipio de Browns Grove se encuentra ubicado en las coordenadas 38°13′7″N 99°30′56″O / 38.21861, -99.51556. Según la Oficina del Censo de los Estados Unidos, el municipio tiene una superficie total de 92.81 km², de la cual 92,81 km² corresponden a tierra firme y (0 %) 0 km² es agua.

## Demografía
Según el censo de 2010, había 298 personas residiendo en el municipio de Browns Grove. La densidad de población era de 3,21 hab./km². De los 298 habitantes, el municipio de Browns Grove estaba compuesto por el 97,99 % blancos, el 0,34 % eran afroamericanos, el 0,34 % eran amerindios, el 0,34 % eran asiáticos, el 0,34 % eran de otras razas y el 0,67 % eran de una mezcla de razas. Del total de la población el 0,67 % eran hispanos o latinos de cualquier raza.